# Permutationsgruppe
En permutationsgruppe er en kompleks matematisk struktur. Emnet indgår i matematisk universitetspensum.
En permutationsgruppe G er en gruppe af permutationer af en given mængde (M), hvis komposition er sammensætning af permutationer. Gruppen skrives ofte  (G,M). 
Gruppen af alle permutationer af en mængde betegnes "den symmetriske gruppe". Den symmetriske gruppe af permutationer af n elementer betegnes normalt Sn. Hvis M er en mængde (med endeligt eller uendeligt mange elementer), skrives gruppen af alle permutationer af M ofte Sym(M).
En permutationsgruppe kan også være en undergruppe af den symmetriske gruppe. 